# Brodribb River
Der Brodribb River ist ein Fluss im östlichen Gippsland im australischen Bundesstaat Victoria.

## Verlauf
Er entsteht durch Zusammenfluss der beiden Quellflüsse Brodribb River North Branch und Brodribb River South Branch westlich des Errinundra-Nationalparks. Beide Quellflüsse entspringen im Park, Letzterer unterhalb des Mount Ellery.
Der Brodribb River fließt 105 Kilometer durch das größtenteils unbesiedelte Gebirgsvorland nach Süden und mündet bei Tabbara in der Nähe Orbost in den Snowy River. Kurz vor seiner Mündung durchfließt er den Lake Curlip.

## Name
Der Fluss wurde nach William Adams Brodribb, einem frühen Siedler, benannt.